# ایلکی
latitudeایلکیlongitudeایلکی
ایلکی (به انگلیسی: Ilkley) یک شهرک در بریتانیا است که در یورکشر غربی واقع شده‌است.

## خصوصیات
ایلکی ۱۳٬۸۲۸ نفر جمعیت دارد.

## خواهرخوانده
شهر کوتانس خواهرخواندهٔ ایلکی هست.